# Развлечение
«Развлечение» — третій альбом українського рок гурту Валентин Стрикало, який був випущений 13 жовтня 2016 року. В музичному плані альбом продемонстрував розворот від веселого поп-панку і фанк-року до меланхолічного шугейзу і неопсиходелії.
Пісня «Тени» дуже нагадує звучання прог-рок колективів таких як: Pink Floyd і King Crimson. Це останній альбом гурту, в травні 2019 року Юрій Каплан повідомив про розпуск групи.

## Учасники запису
- Юрій Каплан — вокал, гітара
- Костянтин Пижов — гітара
- Станіслав Мурашко — бас-гітара
- Володимир Яковлев — ударні

## Треклист
| #     | Назва                  | Тривалість |
| ----- | ---------------------- | ---------- |
| 1.    | «Ускользает»           | 5:06       |
| 2.    | «О брат»               | 4:54       |
| 3.    | «92»                   | 3:49       |
| 4.    | «Решится само собой»   | 4:12       |
| 5.    | «Делать это трезвым»   | 3:13       |
| 6.    | «Тени»                 | 5:44       |
| 7.    | «Бесполезно»           | 7:04       |
| 8.    | «Подворотня — мой дом» | 3:21       |
| 37:23 |                        |            |